# Kate Stone
Sarah Katherine Holmes Stone (geboren am 8. Januar 1841 in Mississippi Springs, Hinds County, Mississippi; gestorben am 28. Dezember 1907 in Tallulah, Louisiana), besser bekannt als Kate Stone, war die Tochter eines wohlhabenden Baumwollpflanzers und Sklavenhalters in den amerikanischen Südstaaten. Für die amerikanische Geschichts- und Literaturwissenschaft ist ihr Tagebuch von Interesse, das sie zur Zeit des Sezessionskriegs führte.

## Tagebuch
Kate Stone ist der Nachwelt durch ihr erstmals 1955 gedrucktes Tagebuch bekannt geworden, das sie kontinuierlich von Mai 1861 bis November 1865 führte; kürzere Nachträge stammen aus den Jahren 1867 und 1868. 1861, im Jahr des Kriegsausbruchs, war Stone zwanzig Jahre alt und ein recht typisches Exemplar einer Southern Belle, suchte also den üblichen Erwartungen an eine „höhere Tochter“ der Südstaatengesellschaft zu entsprechen. Sie war eines von sieben überlebenden Kindern des Baumwollpflanzers William Patrick Stone, der 1855 verstarb, und Amanda Stone, die nach dem Tod ihres Mannes die von 150 Sklaven bewirtschaftete Plantage Stonington Plantation, genannt „Brokenburn“, im Nordosten Louisianas, unweit der Stadt Vicksburg (Mississippi), leitete. Im Mai 1861, einen Monat nach Kriegsausbruch, begann Kate Stone ein Tagebuch zu führen, das als „Ego-Dokument“ zum einen Einblicke in ihre eigenen Befindlichkeiten, zum anderen Blicke auf ihr soziales Umfeld ermöglicht und so ein aufschlussreiches Sittenbild dieser Zeit darstellt. 
Stone unterstützte die Sache der Südstaaten mit einer jugendlich-romantischen Begeisterung, auch wenn das Bild vom gerechten Krieg, in dem „schneidige junge Offiziere in prachtvollen Uniformen von patriotischen Maiden zu heldenmütigen Großtaten inspiriert werden“, der grausamen Realität in dem Maße wich, wie die Front sich ihrer Heimat näherte.
Nachdem 1862 erste Kanonenboote der Union nur wenige Meilen von ihrer Plantage an den Ufern des Mississippi Stellung bezogen hatten, häuften sich die Scharmützel in der Region mit dem Vicksburg-Feldzug, so dass sich die Familie im März 1863 zu einer waghalsigen Flucht durch die Sümpfe Louisianas gezwungen sah. Als Flüchtlinge erreichten die Stones Texas, wo sie zweieinhalb Jahre verbrachten – sehr zum Missfallen der verwöhnten Kate Stone, der die alles andere als verfeinerten texanischen Sitten nicht zusagen mochten. In diesem „dunklen Winkel der Konföderation“, wie Stone ihn nennt, erreichte sie die Nachricht vom Tod ihrer Brüder William und Coleman auf dem Schlachtfeld, was ihre Stimmung noch weiter verfinsterte. Immerhin begann in Texas aber ihre in standesgemäßer Galanterie verlaufende Liebelei mit dem Leutnant Henry Bry Holmes, den sie schließlich 1869 heiraten sollte. Nach der wortreich beklagten Niederlage der Südstaatenkonföderation kehrte Stone 1865 nach Louisiana zurück und fand das Herrenhaus der Familie geplündert und die Plantage verwüstet vor. Mit dem schwierigen Wiederaufbau werden die Einträge seltener; das Tagebuch endet 1868, ein Jahr vor ihrer Hochzeit.
Neben den Tagebüchern von zwei weiteren Damen der höheren Südstaatengesellschaft, Mary Chesnut und Sarah Morgan, ist Stones Tagebuch seit seiner Erstveröffentlichung häufig von Historikern zur Illustration der Südstaaten-Lebenswelt herangezogen worden.

## Ausgaben des Tagebuchs
- John Q. Anderson (Hrsg.): Brokenburn: The Journal of Kate Stone, 1861–68. Louisiana State University Press, Baton Rouge 1955.
  - Reprint mit neuer Einleitung von Drew Gilpin Faust: Louisiana State University Press, Baton Rouge 1995. ISBN 0807120170

## Sekundärliteratur
- Edmund Wilson: Patriotic Gore: Studies in the Literature of the American Civil War. Oxford University Press, New York 1962, S. 258–263.